# Andadas
| Recensione | Giudizio |
| ---------- | -------- |
| AllMusic   |          |

Andadas è un album in studio del gruppo musicale cileno Inti-Illimani, pubblicato nel 1993.

## Descrizione
Andadas è il primo album in studio realizzato dagli Inti-Illimani dopo la fine dell'esilio e il loro rientro in patria. Pur essendo registrato in Cile, il gruppo volle come tecnico del suono Sergio Marcotulli che da anni lavorava con loro.
Il disco si muove su coordinate analoghe ai lavori precedenti, contenendo brani tradizionali, composizioni dei componenti del gruppo e la collaborazione con Patricio Manns. 
Il disco viene pubblicato in Cile da Alerce e da EMI, in formato CD e musicassetta. In Italia viene inizialmente pubblicato su etichetta EMI - Inti-Illimani, in un secondo tempo ristampato dalla CGD, solamente in CD. Così avviene anche negli Stati Uniti, dove viene stampato da Green Linnet sempre su supporto digitale.

## I brani
Fina estampa, della musicista peruviana Chabuca Granda, rappresenta un segnale del rinnovato interesse del gruppo per autori e musiche latinoamericane più popolari e di successo che proseguirà nei dischi successivi fino a culminare con l'intero progetto Amar de nuevo.
Ella è un classico messicano molto amato dal suo interprete vocale, Max Berrú, che il gruppo da sempre suonava in privato.
Araucarias, Cinque terre (dal titolo evidentemente legato all'Italia) e Cueca de la ausencia sono brani le cui musiche erano state scritte originariamente per la serie di documentari televisivi Al sur del mundo. I brani sono stati riarrangiati per l'occasione e alla Cueca de la ausencia è stato anche aggiunto un testo.
Nell'arrangiamento di Mulata, musicalmente vicina al son cubano, un importante contributo è stato dato dal gruppo cubano dei Moncada.
Angelo nasce dalla richiesta del cantautore Angelo Branduardi agli Inti-Illimani di arrangiargli la canzone I santi. Nel preparare questo arrangiamento il gruppo sviluppò alcune melodie contrappuntistiche che poi il cantautore lombardo decise di non utilizzare (la canzone uscirà nell'album Domenica e lunedì) e che il gruppo trasformò in un brano strumentale il cui titolo omaggia, appunto, Branduardi.
El equipaje del destierro, incisa qualche anno prima con Patricio Manns nel disco Con la razón y la fuerza, viene qui reincisa con un coro di bambini a ricordo e testimonianza di un concerto curato da Amnesty International nello Stadio Nazionale del Cile. In quella occasione il brano fu eseguito, oltre che dagli Inti-Illimani e dal coro di bambini, anche da Peter Gabriel e da Wynton Marsalis.
Canna austina è tratta dall'opera di Roberto De Simone Cantata per Masaniello, rappresentata nel 1988 e nella quale il maestro De Simone aveva previsto nell'organico dei musicisti un ruolo di rilievo per gli Inti-Illimani.

## Tracce
1. Angelo – 4:02 (Horacio Salinas)
2. El equipaje del destierro – 4:39 (Patricio Manns, Horacio Salinas)
3. Quererte morena a muerte – 3:21 (Patricio Manns)
4. Fina estampa – 2:55 (Chabuca Granda)
5. Ella – 3:08 (José Alfredo Jiménez)
6. Cinque terre – 4:01 (Horacio Salinas)
7. Tata San Juan – 3:27 (folclore aymara, prov. di Tarapacá)
8. Cueca de la ausencia – 3:26 (Horacio Salinas, Eugenio Llona)
9. Mulata – 4:44 (Horacio Salinas, Nicolás Guillén)
10. Araucarias – 5:11 (Horacio Salinas)
11. Canna austina – 5:19 (Roberto De Simone)

Durata totale: 44:13

## Formazione
- Jorge Coulón
- Max Berrú
- Horacio Salinas
- Horacio Duran
- José Seves
- Marcelo Coulón
- Renato Freyggang

### Collaboratori
- Coro del collegio dei bambini di Viña del mar, diretto da Jorge Bonilla - in El equipaje del destierro
- Juan Carlos Urbina - tromba in Cueca de la ausencia
- René Castro - copertina